# Ao Mặt Trời

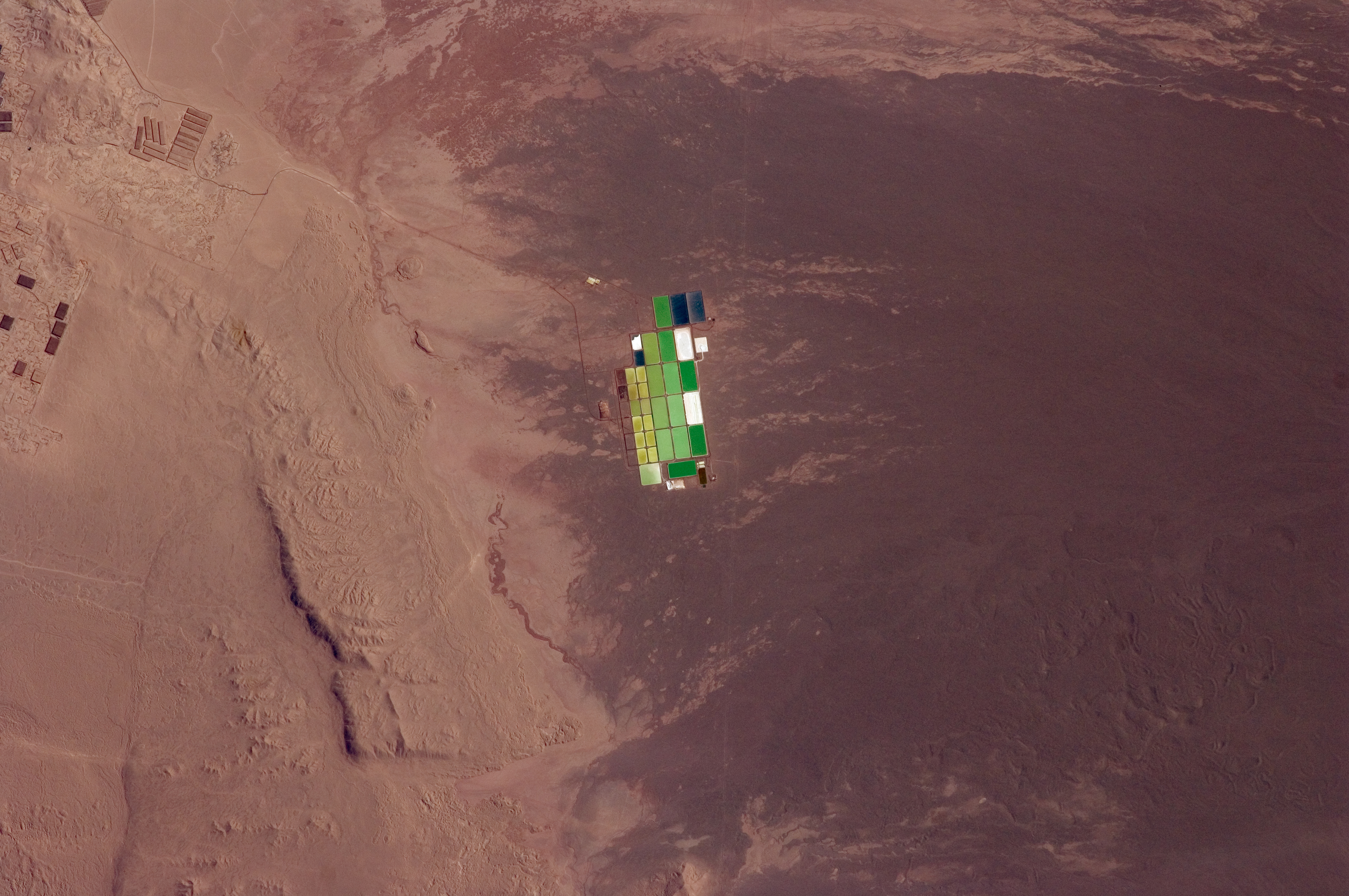
Một ao Mặt Trời ở hoang mạc Atacama, Nam Mỹ.

Ao Mặt Trời là ao nước có công dụng để lưu trữ nhiệt năng có được từ hấp thụ năng lượng của bức xạ Mặt Trời, thường được đặt ở những vùng có thời gian nắng chiếm tỷ lệ cao đủ để hoạt động. Năng lượng thu được này thường được sử dụng làm nguồn nhiệt dự trữ, khử độ mặn, làm đông lạnh, sấy khô.

## Mô tả, phân loại

Mật độ nước mặn trong ao Mặt Trời theo độ sâu.

Ao Mặt Trời thông thường chứa nước có độ mặn cao, có khả năng hấp thụ và lưu trữ năng lượng từ bức xạ Mặt Trời. Các lớp nước trong ao Mặt Trời có thể đối lưu hoặc không đối lưu.
1. Ao Mặt Trời có đối lưu được hiểu là một túi nước có lớp màng trong suốt ở mặt trên của ao ngăn cản việc bốc hơi, mất nhiệt.
2. Ao Mặt Trời không đối lưu gồm hai loại:
  1. Loại có nồng độ muối tăng dần xuống phía đáy ao.
  2. Loại có màng ngăn trong suốt chống đối lưu.